# Nils Arne Eggen
Nils Arne Eggen (Orkdal, 17 de setembro de 1941 — 19 de janeiro de 2022) foi um treinador e jogador de futebol norueguês. Seu melhor período como treinador foi no comando do Rosenborg entre 1988 e 1997 e 1999 e 2002, época em que o clube viveu sua melhor fase da história. Ficou fora do comando da equipe em 1998, quando foi substituído por Trond Sollied.

## Biografia
Começou sua carreira futebolística aos quinze anos, como defensor já na equipe principal do Orkdal. Mudou-se para Trondheim para estudar, e acabou ingressando no Rosenborg, onde pouco tempo depois venceria a Copa da Noruega em 1960.
Transferiu-se para o Vålerenga em 1963. Lá venceu o Campeonato Norueguês em 1965. Retornou ao Rosenborg e venceu o campeonato em 1967 e 1969. Foi eleito jogador de futebol norueguês do ano em 1968. Pouco tempo depois, decidiria por abandonar a carreira no futebol.
Em 1971, voltou ao Rosenbrog, desta vez como treinador, e levou o clube logo na sua primeira temporada como técnico, à conquista de uma dupla coroa, a vitória na copa e no campeonato.
Tornou-se treinador da seleção norueguesa sub-21 em meados dos anos 70.
Nils voltou novamente ao Rosenborg, em 1978, levando a equipe de volta à primeira divisão nacional.
Em 1987, levou o Moss ao título do campeonato nacional. No ano seguinte, retornou ao Rosenborg, e permaneceu no período mais duradouro e vitorioso, com as conquistas dos campeonatos de 1988, 1990, e da série de 1992 a 2002 (a equipe ainda venceria em 2003 e 2004 sem Eggen).
Em 2003, foi condecorado com a Ordem Real Norueguesa de Santo Olavo.
Em 2010, retornou ao Rosenborg, com o qual conquistou novamente o campeonato nacional.
Eggen morreu em 19 de janeiro de 2022, aos oitenta anos de idade.